# 夢の続きへ
『夢の続きへ』（ゆめのつづきへ）は、2007年5月9日にソニー・ミュージックレコーズから発売された、surfaceの20枚目のシングル。

## 解説
前作『ココロのつぼみ』から約1年2ヶ月ぶりのシングルであり、表題曲の「夢の続きへ」は、テレビ東京系アニメ『D.Gray-man』エンディングテーマに起用されていた。初回仕様特典として、『D.Gray-man』オリジナルワイドラベルステッカーが封入されていた。

## 収録曲
（全作詞:椎名慶治）
1. 夢の続きへ
作曲・編曲:原一博
2. ワクチン
作曲:永谷喬夫、編曲:永谷喬夫・椎名慶治
3. Trigger Finger
作曲:椎名慶治・永谷喬夫、編曲:永谷喬夫・椎名慶治・戸谷誠・山口寛雄
4. 夢の続きへ -TV Edit-